# Frühlings-Segge
Die Frühlings-Segge (Carex caryophyllea Latourr., Syn.: Carex verna Chaix) ist eine Pflanzenart aus der Gattung der Seggen innerhalb der Familie der Sauergrasgewächse (Cyperaceae). Sie ist von Europa bis Westsibirien und der Mongolei verbreitet.

## Beschreibung

### Vegetative Merkmale
Die Frühlings-Segge wächst als ausdauernde krautige Pflanze und erreicht Wuchshöhen von 10 bis 30 Zentimetern. Sie bildet unterirdische, mit einer Länge von 5 bis 10 Zentimetern relativ kurze Ausläufer. Junge Wurzeln weisen eine charakteristische gelbe Spitze auf.
Die Laubblätter sind in Blattscheide und Blattspreite gegliedert. Die braune Blattscheide ist kurz. Die vorjährige Blattscheiden zerfallen zu grau-braunen Fasern, bilden jedoch keinen auffälligen Faserschopf aus. Die dunkel-grüne Blattspreite ist 1,5 bis 3 Millimeter breit, schwach doppelt gefaltet und verläuft in eine charakteristische dreikantige Spitze; sie ist an den Rändern meist rau.

### Generative Merkmale

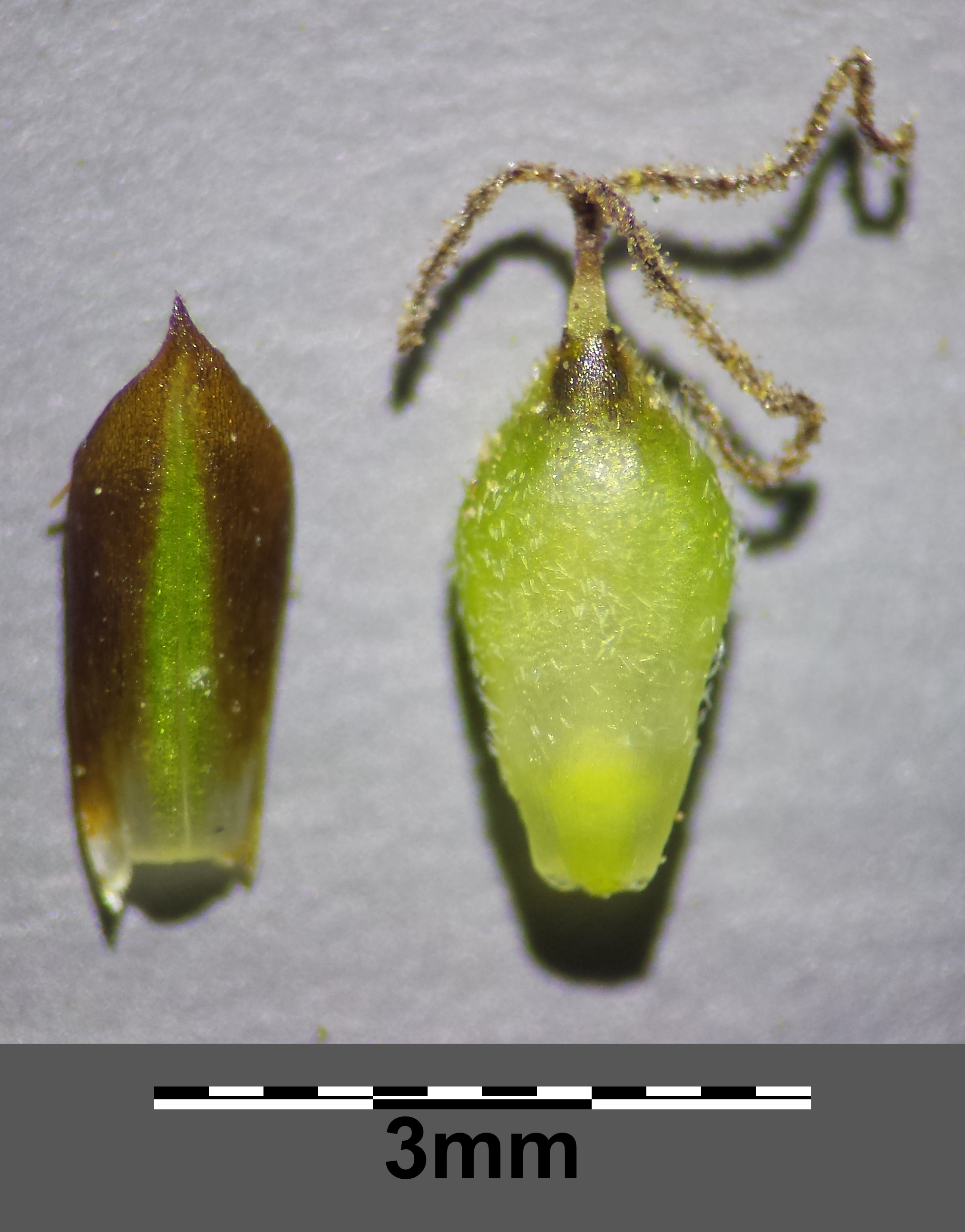
Schlauch mit Deckblatt

Der Blütenstand ist 2 bis 3 Zentimeter lang, selten länger. Die Frühlings-Segge ist eine verschiedenährige Seggenart. Sie bildet am oberen Ende ein endständiges, männliches Ährchen, das bei einer Länge von 10 bis 30 Millimetern sowie einem Durchmesser von 2 bis 3 Millimetern keulenförmig mit stumpfem oberen Ende ist. Unterhalb des männlichen Ährchens befinden sich ein bis zwei, selten bis zu vier weibliche Ährchen. Das unterste Hochblatt des Blütenstandes besitzt meist nur eine sehr kurze Spreite und die dazugehörige Blattscheide ist höchstens 5 Millimeter lang. Die braunen Spelzen der weiblichen Blüten sind bei einer Länge von etwa 3 Millimetern sowie einer Breite von 1,5 bis 2 Millimetern verkehrt-eiförmig mit spitzem bis stachelspitzigem oder selten gerundetem oberen Ende; sie besitzen eine breiten grünen Mittelstreifen, schmale weißhäutige Ränder können vorhanden sein oder fehlen. Die Spelzen der männlichen Blüten sind 4 bis 5 Millimeter lang, hell-braun und haben sehr breite weißhäutige Ränder. Die aufrechten Schläuche sind bei einer Länge von 2,5 bis 3 Millimetern sowie einem Durchmesser von 1 bis 1,5 Millimetern verkehrt-eiförmig, stumpf-dreikantig, am Grund stielförmig verschmälert, und nach oben in einen kurzen Schnabel verschmälert; sie sind hell-braun, zerstreut kurz behaart und haben zwei deutliche Randnerven. Es sind drei Narben vorhanden.

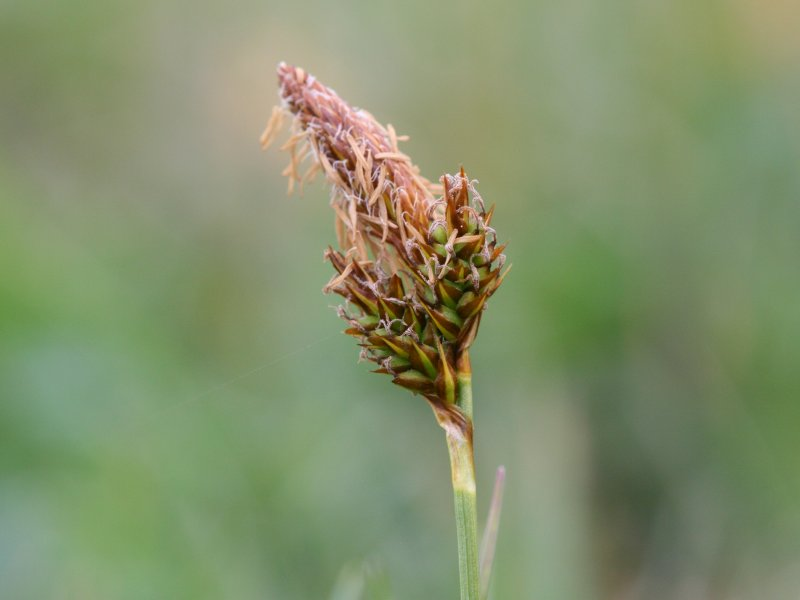
Blütenstand

Die Frucht ist verkehrt eiförmig, 2 Millimeter lang, 1 Millimeter breit, dreikantig und dunkelbraun.
Die Chromosomenzahl beträgt 2n = 62, 64, 66 oder 68.

## Ökologie und Phänologie

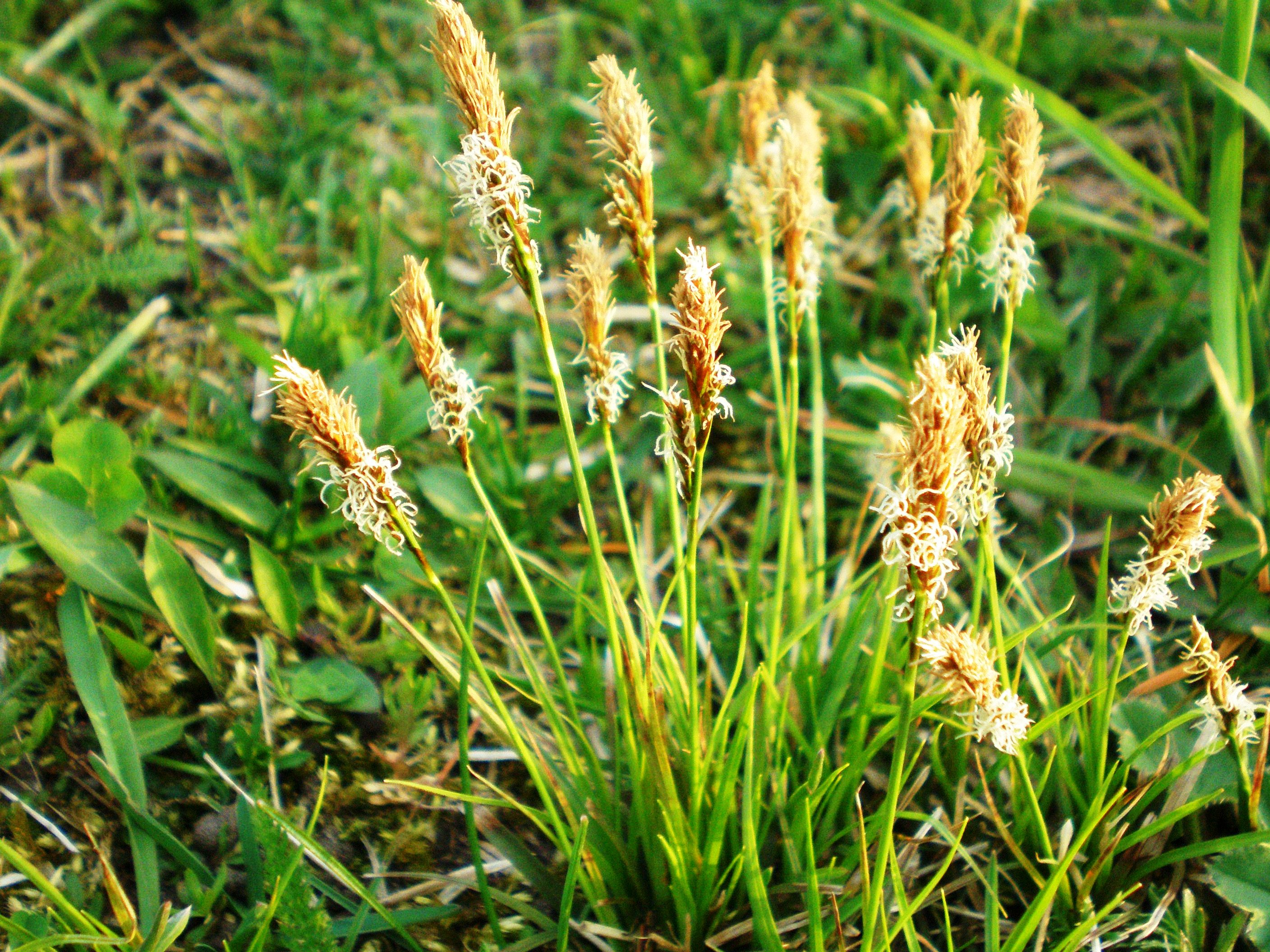
Habitus und Blütenstände

Die Frühlings-Segge ist ein Hemikryptophyt oder Geophyt. Durch Ausläufer erfolgt eine Vegetative Vermehrung.
Die Blütezeit reicht von März oder April bis Mai.
Die Utriculi besitzen ein Elaiosom zur Ameisenausbreitung, daneben erfolgt auch eine Ausbreitung als Regenschwemmling und Verdauungsausbreitung.

## Vorkommen und Gefährdung
Carex caryophyllea ist in Europa verbreitet und kommt in Asien bis zur Mongolei vor. In Europa kommt sie in fast allen Ländern vor und fehlt nur in Belgien und Nordmazedonien.
Im mitteleuropäischen Tiefland findet man sie selten, sonst kommt sie in Mitteleuropa zerstreut vor. In den Alpen steigt sie bis in Höhenlagen über 2300 Metern. In den Allgäuer Alpen steigt sie im Vorarlberger Teil zwischen Hochtannberg und Widderstein bis zu einer Höhenlage von 1850 Metern auf. Im Engadin erreicht sie eine Höhenlage von 2400 Meter, im Kanton Wallis bei Zermatt 2650 Meter.
Die basenholde Carex caryophyllea besiedelt in Mitteleuropa hauptsächlich Trocken- und Halbtrockenrasen, Silikatmagerrasen, Zwergstrauchheiden und Borstgrasrasen und Frischwiesen und -weiden sowie lichte Wälder und Gebüsche. Die Frühlings-Segge braucht mäßig basenreichen, aber lockeren und oft sandigen Boden, der nicht unbedingt kalkhaltig sein muss, und der sogar schwach sauer sein kann. Sie erträgt keine Düngung mit Stickstoff. Sie verlangt im Sommer Wärme und ganzjährig viel Licht. Sie ist eine schwache Kennart der pflanzensoziologischen Ordnung der Brometalia erecti und besitzt ihr Schwerpunktvorkommen hauptsächlich im Verband Mesobromion erecti oder Molinion caeruleae.
Die ökologischen Zeigerwerte nach Landolt et al. 2010 sind in der Schweiz: Feuchtezahl F = 2+ (frisch), Lichtzahl L = 4 (hell), Reaktionszahl R = 3 (schwach sauer bis neutral), Temperaturzahl T = 3 (montan), Nährstoffzahl N = 2 (nährstoffarm), Kontinentalitätszahl K = 4 (subkontinental).
In einigen deutschen Bundesländern steht die Frühlings-Segge auf der Roten Liste. In der Schweiz gilt die Frühlings-Segge als nicht gefährdet.

## Systematik

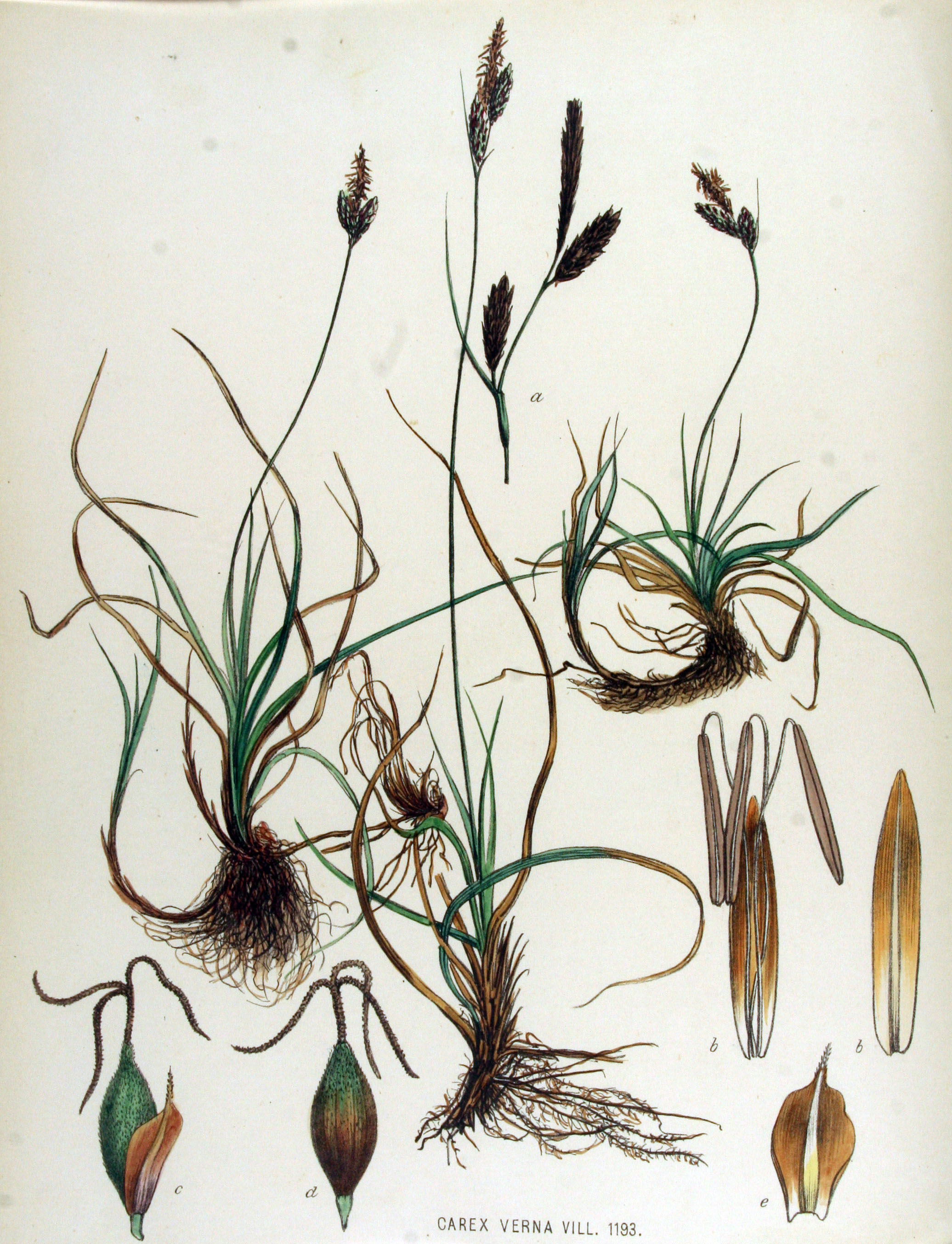
Illustration aus Flora Batava

Die Erstveröffentlichung von Carex caryophyllea erfolgte 1785 durch Marc Antoine Louis Claret de La Tourrette in Chloris Lugdunensis., S. 27. Das Artepitheton caryophyllea bedeutet „nelkenartig“; es ist nicht bekannt, was der Erstautor mit dieser Bezeichnung gemeint hat.
Synonyme für Carex caryophyllea Latourr. sind: Carex anomala Janka nom. illeg., Carex caryophyllea var. angustifolia Asch. & Graebn., Carex caryophyllea var. caespitosa (F.Fleisch.) Kük., Carex caryophyllea var. cuspidata (Royer) Rouy, Carex caryophyllea var. cuspidata Royer, Carex caryophyllea var. elatior (Bogenh.) Asch. & Graebn., Carex caryophyllea var. fuscotincta (Merino) C.Vicioso, Carex caryophyllea subsp. insularis (Christ) Arrigoni, Carex caryophyllea var. insularis (Christ) Briq., Carex caryophyllea var. mollis Asch. & Graebn., Carex caryophyllea var. oxycarpa (Waisb.) Kük., Carex caryophyllea var. rhizostachya (Cariot) Rouy, Carex caryophyllea var. sierra-nevadae H.Lindb., Carex decumbens Moench nom. illeg., Carex fuscotincta Merino, Carex heribaudiana H.Lév. & Vaniot, Carex insulana (Rouy) Prain, Carex mollis Host nom. illeg., Carex pediformis var. rostrata F.Schmidt nom. illeg., Carex praecox Jacq. nom. illeg., Carex praecox var. caespitosa F.Fleisch., Carex praecox var. cuspidata Royer, Carex praecox var. diastachya Callmé, Carex praecox var. distans Merino, Carex praecox var. dumetorum Blytt, Carex praecox var. elatior Bogenh., Carex praecox var. insularis Christ, Carex praecox var. longifrons Waisb. & Kük., Carex praecox var. magna Schur, Carex praecox var. minor Merino, Carex praecox var. monostachya (Asch. & Graebn.) Merino nom. illeg., Carex praecox var. reflexa Rchb., Carex praecox var. refracta (Roth) Rchb., Carex praecox var. rhizostachya Cariot, Carex praeox var. refracta (Roth) Andersson, Carex reflexa Hoppe nom. illeg., Carex refracta Roth, Carex ruthenica V.I.Krecz., Carex saxatilis Huds. nom. illeg., Carex scabricuspis V.I.Krecz., Carex setosa Franch. & Sav. nom. illeg., Carex umbrosa var. reflexa (Rchb.) Nyman, Carex verna Chaix nom. illeg., Carex verna var. caespitiformis Waisb., Carex verna var. cuspidata (Royer) C.Vicioso, Carex verna var. fuscotincta (Merino) C.Vicioso, Carex verna var. longevaginata (Kük.) C.Vicioso, Carex verna var. minor Beck, Carex verna var. oxycarpa Waisb., Carex verna var. pedunculata Beck, Carex verna var. rhizostachya (Cariot) C.Vicioso.
Je nach Autor gibt es etwa zwei Varietäten oder sie gelten als eigene Arten:
- Carex caryophyllea Latourr. var. caryophyllea: Sie ist in den gemäßigten Gebieten Eurasiens verbreitet.[5]

- Bei manchen Autoren als Varietät Carex caryophyllea var. microtricha (Franch.) Kük. oder als Carex microtricha Franch. akzeptiert: Sie kommt in Russlands Fernem Osten, in Nordkorea und im nördlichen bis zentralen Japan vor.[5]

## Zierpflanze

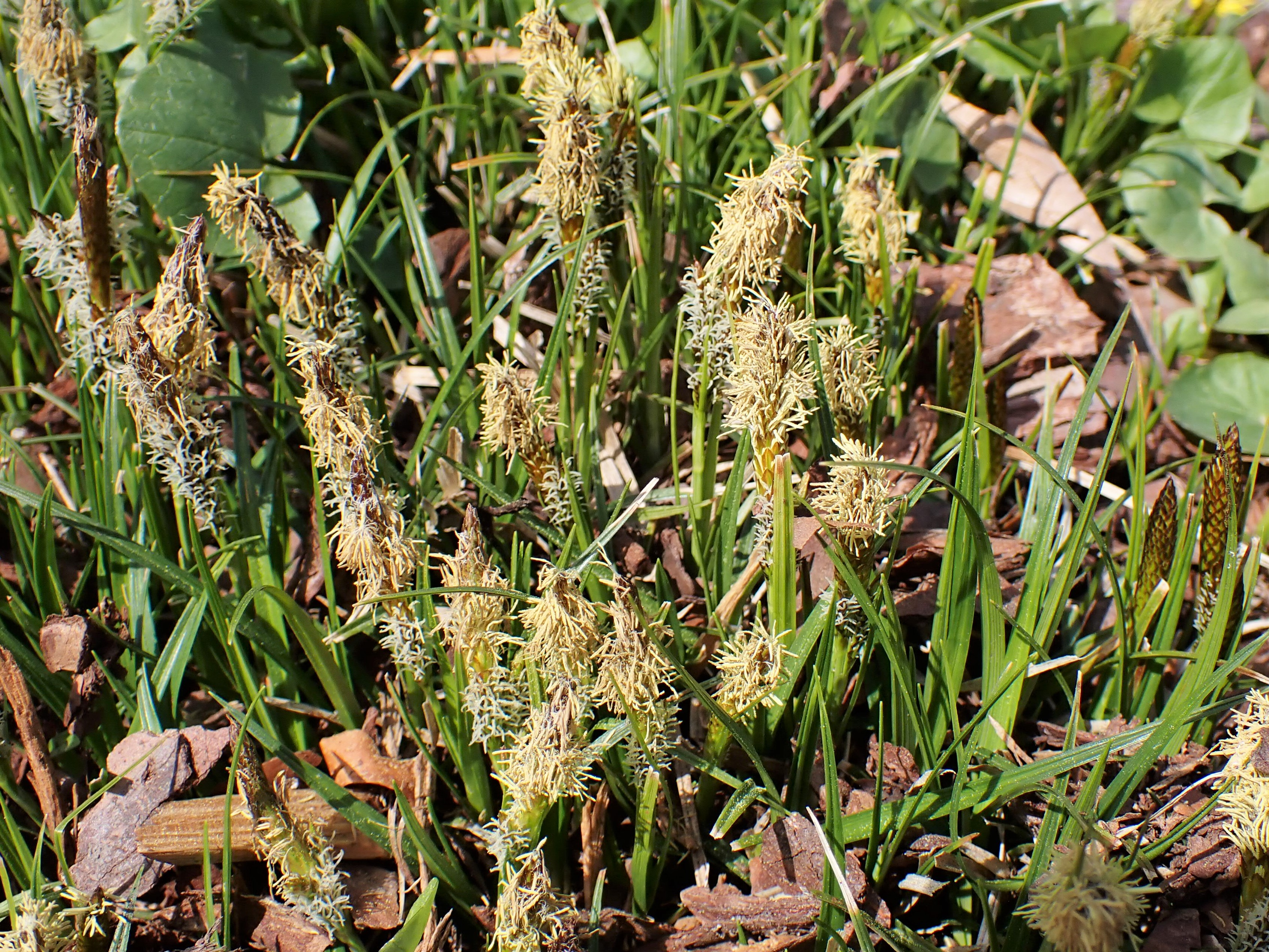
Die Sorte ‘The Beatles’

Die Frühlings-Segge wird auch als Zierpflanze für Steingärten und Pflanztröge sowie zur extensiven Dachbegrünung verwendet, beispielsweise der Cultivar ‘The Beatles’.